# Kerry Fox
Kerry Fox (Wellington, 30 de julho de 1966) é uma atriz neozelandesa.

## Filmografia

### Filmes
| Ano  | Título                           | Papel                          | Notas            |
| ---- | -------------------------------- | ------------------------------ | ---------------- |
| 1990 | An Angel at My Table             | Janet Frame                    |                  |
| 1992 | The Last Days of Chez Nous       | Vicki                          |                  |
| 1993 | Friends                          | Sophie Gordon                  |                  |
| 1994 | The Last Tattoo                  | Kelly Towne                    |                  |
| 1994 | Country Life                     | Sally Voysey                   |                  |
| 1994 | Shallow Grave                    | Juliet Miller                  |                  |
| 1995 | Saigon Baby                      | Kate Cooper                    |                  |
| 1997 | Welcome to Sarajevo              | Jane Carson                    |                  |
| 1997 | The Hanging Garden               | Rosemary                       |                  |
| 1998 | The Sound of One Hand Clapping   | Sonja Buloh                    |                  |
| 1998 | The Wisdom of Crocodiles         | Maria Vaughan                  | AKA, Immortality |
| 1999 | To Walk with Lions               | Lucy Jackson                   |                  |
| 1999 | The Darkest Light                | Sue                            |                  |
| 1999 | Thinking About Sleep             | Police Woman                   | Short film       |
| 1999 | Fanny and Elvis                  | Katherine Fanny 'Kate' Dickson |                  |
| 2001 | Intimacy                         | Claire                         |                  |
| 2001 | The Point Men                    | Maddy Hope                     |                  |
| 2002 | Black and White                  | Helen Devaney                  |                  |
| 2003 | The Gathering                    | Marion Kirkman                 |                  |
| 2003 | So Close to Home                 | Maggie                         |                  |
| 2004 | Niceland (Population. 1.000.002) | Mary                           |                  |
| 2004 | Bob the Builder: Snowed Under    | Charlene (voice)               | Video            |
| 2005 | Rag Tale                         | Peach James Taylor             |                  |
| 2007 | The Ferryman                     | Suze                           |                  |
| 2007 | Intervention                     | Kate                           |                  |
| 2007 | He Said                          | Julie                          | Short film       |
| 2008 | Inconceivable                    | Kay Stephenson                 |                  |
| 2009 | Storm                            | Hannah Maynard                 |                  |
| 2009 | Bright Star                      | Mrs. Brawne                    |                  |
| 2010 | Morning Echo                     | Christine Moffatt              | Short film       |
| 2011 | Burning Man                      | Sally                          |                  |
| 2011 | Intruders                        | Dr. Rachel                     |                  |
| 2012 | Mental                           | Nancy                          |                  |
| 2012 | Mr. Pip                          | June Watts                     |                  |
| 2013 | Trap for Cinderella              | Julia                          |                  |
| 2014 | Patrick's Day                    | Maura Fitzgerald               |                  |
| 2014 | War Book                         | Maria                          |                  |
| 2015 | Holding the Man                  | Mary Gert Conigrave            |                  |
| 2015 | Downriver                        | Paige Levy                     |                  |
| 2015 | The Dressmaker                   | Beulah Harridiene              |                  |

### Televisão
| Ano       | Título                          | Papel                  | Notas                                                   |
| --------- | ------------------------------- | ---------------------- | ------------------------------------------------------- |
| 1989      | Night of the Red Hunter         | Police Officer         | Série de TV                                             |
| 1993      | Rocky Star                      | Dianna Moore           | Série de TV                                             |
| 1993      | Mr. Wroe's Virgins              | Hannah                 | Mini-série de TV                                        |
| 1993      | The Rainbow Warrior             | Andrea Joyce           | Filme de TV                                             |
| 1995      | A Village Affair                | Clodagh Unwin          | Filme de TV                                             |
| 1995      | The Affair                      | Maggie Leyland         | Filme de TV                                             |
| 1996      | Tales from the Crypt            | Dolores                | "Last Respects"                                         |
| 1999      | Shockers: Deja Vu               | Jessica                | Filme de TV                                             |
| 2003      | 40                              | Maggie                 | Mini-série de TV                                        |
| 2004      | Waking the Dead                 | Elsbeth Varley         | "Anger Management: Part 1"                              |
| 2005      | The Murder Room                 | Muriel Godby           | Mini-série de TV                                        |
| 2005      | Footprints in the Snow          | Claire                 | Filme de TV                                             |
| 2005      | Cold Blood                      | Jan                    | Filme de TV                                             |
| 2006      | Nostradamus                     | Catherine de' Medici   | Filme de TV                                             |
| 2007      | The Whistleblowers              | Polly Lewington        | "Pandemic"                                              |
| 2008      | Trial & Retribution             | DI Moyra Lynch         | "The Box: Part 1"                                       |
| 2008      | The Shooting of Thomas Hurndall | Jocelyn Hurndall       | Filme de TV                                             |
| 2011      | Vera                            | Patricia Carmichael    | "Little Lazarus"                                        |
| 2011      | Cloudstreet                     | Oriel Lamb             | Mini-série de TV                                        |
| 2012      | Midsomer Murders                | Betty DeQuetteville    | "The Dark Rider"                                        |
| 2012      | New Tricks                      | Jane Ross              | "Part of a Whole"                                       |
| 2012      | Falcón                          | Manuela Falcón         | "The Blind Man of Seville", "The Silent and the Damned" |
| 2013-2015 | Sex & Violence                  | Brenda Shaw            | Papel recorrente                                        |
| 2014      | The Crimson Field               | Sister Margaret Quayle | Mini-série de TV                                        |
| 2014      | Glue                            | Jackie Warwick         | TMini-série de TV                                       |